# انریکه سان فرانسیسکو
انریکه سان فرانسیسکو (انگلیسی: Enrique San Francisco‏ ۱۰ مارس ۱۹۵۵ – ۱ مارس ۲۰۲۱) بازیگر و کمدین اهل اسپانیا بود. او یکی از چهره‌های مشهور ژانر کینکی به‌حساب می‌آمد.
از فیلم‌ها یا برنامه‌های تلویزیونی که وی در آن نقش داشته‌است، می‌توان به بیش‌مصرفی، رفقا، چاقوکش‌ها، عقاب سرخ، یک گام به پیش، قزل‌آلا و ۴ لاتاس اشاره کرد.